# Боли ме блајбингер
Боли ме блајбингер: шатро роман у 150 жвака и 50 слика је књига Мирољуба Тодоровића објављена 2009. у издању ИП „Просвета“ из Београда.
Књига је у потпуности написана сленгом, жаргоном и шатровачким говором, а описује живот људи са београдске друштвене маргине и с оне стране закона. Роман има мозаичну структуру састављену од микропоглавља - кратких прича, а илустрован је колажима чији је аутор сам писац.

## Пријем код критике
Након тзв. „шатро поезије“, писац је користио сленг као сигналистичко средство и у прози, нарочито у књигама из истог раздобља којем припада роман Боли ме блајбингер, као што су: Дошетало ми у уво: шатро приче (2005), Шатро приче (2007), Шокинг-блу: шатро роман (2007) и Киснем у кокошињцу: шатро жваке (2008). Књижевна критика је овај поступак оценила као допринос нашој модерној књижевности.
„Тодоровић подвлачи оне црте сленга као што су својеврстан хумор, подсмех-изазов, сарказам, двозначност. Сленг је конкретан, антисентименталан језик...“— Јулијан Корнхаузер, 1998.
„Шатровачки се отвара као оштар, непосредан, јасан језик у много чему функционалнији од традиционалног. Скривање иза гомила речи није у духу шатровачког, овај уме да буде убитачно бридак као афоризам, једнако бруталан и грубо, тврдо суптилан, осетљив на минималне разлике. А надасве је духовит и свеж....“— Илија Бакић, 1999.
„Писање на крипто-говору једна је од бројних новина којима су сигналисти изненадили, а донекле и шокирали културну јавност, још увек неприпремљену за овако радикалне и екстремне искораке у језику и књижевности. (...) Штета је једино што у овом несвакидашњем књижевном уметничком искораку Тодоровић нема следбеника“— Миливоје Павловић, 2002.
„Тодоровић најјаче књижевне ефекте остварује на плану лексичких иновација, морфолошких промена речи и њиховог постепеног уланчавања у смислене наративне низове који се на крају књиге указују не као афирмација или као критичка и моралистичка осуда одређеног начина мишљења и изражавања већ пре свега као њихова духовита и хумором обојена књижевна илустрација и слика, чије се објективно егзистенцијално значење формира у читаоцу зависно од степена његовог духовног профила. Тодоровићеве шатро жваке, које представљају право и провокативно освежење у нашој данашњој прози, сигурно ће наићи на одговарајуће интересовање оних младих читалаца у градским срединама који су увек спремни на изазове, на игру и на слободу у језику и у књижевном тексту.“— Марко Недић, 2007.
„Шатро проза, наставља се на традицију шатро поезије коју негује Мирољуб Тодоровић. Шатровачки представља вид бунта према стандардном говору. И наратор и ликови Шатро прича и романа Боли ме блајбингер, својеврсни су бунтовници, чија се делатност углавном своди на задовољење свих видова телесних потреба, а чији се разговори именују 'жвакама'. (...) Посебно је, међутим, значајно како је свој однос према овој проблематици уметнички уобличио Мирољуб Тодоровић, инкорпорирајући визуелне песме са елементом огледала у своје приче и роман.“— Јелена Марићевић